# Chris Parnell
Thomas Christopher «Chris» Parnell (født 5. februar 1967 i Memphis, Tennessee) er en amerikansk skuespiller og komiker. Parnell fik sit gennembrud mellem 1998-2006, da han var en af de mest solide skuespillere i komedie-programmet Saturday Night Live. Parnell medvirkede også som skuespiller i tv-serien 30 Rock og i film som Anchorman (2004), 21 Jump Street (2012) og Anchorman 2: Fortsat flimmer på skærmen. Sidem december 2013 har han lagt stemme til Jerry i tv-serien Rick and Morty, der vises på Adult Swim.